# Бейтришвили, Шота Александрович
Шота Александрович Бейтришвили (1928, село Апени, Сигнахский уезд, ССР Грузия) — звеньевой колхоза имени Дзержинского Лагодехского района, Грузинская ССР. Герой Социалистического Труда (1949).

## Биография
Родился в 1928 году в крестьянской семье в селе Апени Сигнахского уезда. Окончил местную школу. Трудовую деятельность начал в годы Великой Отечественной войны в колхозе имени Орджоникидзе Лагодехского района с усадьбой в селе Апени. В послевоенные годы — звеньевой табаководов.
В 1948 году звено под его руководством собрало в среднем с каждого гектара по 29 центнеров листьев табака на участке площадью 3,4 гектара. Указом Президиума Верховного Совета СССР от 3 мая 1949 года удостоен звания Героя Социалистического Труда за «получение высоких урожаев кукурузы и табака в 1948 году» с вручением ордена Ленина и золотой медали «Серп и Молот» (№ 3505).
Этим же указом званием Героя Социалистического Труда был награждён труженик колхоза имени Орджоникидзе звеньевой Ираклий Тариелович Киласония.
После выхода на пенсию проживал в родном селе Апени Лагодехского района. С 1989 года — персональный пенсионер союзного значения.